# For My Pain...
For My Pain... est un groupe de metal gothique finlandais, originaire de Oulu. Il comprend des membres de Nightwish, Eternal Tears of Sorrow, Charon, Embraze et Reflexion.

## Biographie
For My Pain... est formé en 1999, et comprend des membres de Nightwish, Eternal Tears of Sorrow, Charon, Embraze et Reflexion. La même année, le groupe commence l'enregistrement de son premier album studio intitulé Fallen, prévu pour le 31 mars 2003 au label Spinefarm Records. Au début de 2003, ils finalisent l'album et annoncent la liste des titres. La couverture est révélée en mars 2003. En mai 2003, le groupe annonce la publication de Fallen le 6 septembre en Russie au label Fono Records.
En mars 2004, ils entrent au Tico Tico Studio de Kemi, pour l'enregistrement d'un nouvel EP/single, prévu au printemps au label Spinefarm Records. Le 20 août 2004, ils participent au festival finlandais Jalometalli, dont la performance est enregistrée et publiée en 2005 ; les chansons jouées incluent Rapture of Lust, Rapture of Lust 2, et My Wound Is Deeper Than Yours. En juin 2005, For My Pain... confirme des dates de concert et de nouvelles marchandises en vente.
En juillet 2006, ils annoncent avoir repoussé les enregistrements de leur nouvel album quelque part en 2007. Le site web officiel du groupe explique que les membres sont occupés avec leurs groupes respectifs.

## Membres
- Juha Kylmänen – chant (de Reflexion)
- Lauri Tuohimaa – guitare (de Charon et Embraze)
- Olli-Pekka Törrö – guitare (de Eternal Tears of Sorrow)
- Altti Veteläinen – basse (de Eternal Tears of Sorrow)
- Petri Sankala – batterie (de Eternal Tears of Sorrow)
- Tuomas Holopainen – claviers (de Nightwish)

## Discographie
- 2003 : Fallen
- 2004 : Killing Romance (single, seulement en Finlande)